# Tonny Vos-Dahmen von Buchholz
Tonny Vos-Dahmen von Buchholz (* 15. März 1923 in Den Haag; † 1. Februar 2005 in Schiedam) war eine niederländische Kinder- und Jugendbuchautorin und Übersetzerin. Sie wurde zweimal mit dem Silbernen Griffel ausgezeichnet (1975 und 1984).

## Leben
Vos-Dahmen von Buchholz absolvierte zunächst eine Ausbildung zur Sekretärin. Nach dem Zweiten Weltkrieg war sie als Redakteurin bei der Zeitung De Nieuwe Nederlander tätig. Als das Blatt eingestellt wurde, arbeitete sie als Übersetzerin aus dem Englischen und dem Deutschen. Sie hat insgesamt mehr als 60 Bücher übersetzt.
Vos-Dahmen von Buchholz war Mitglied der Archäologischen Arbeitsgemeinschaft der Niederlande und schrieb ihr erstes Jugendbuch De wiking van Walacra 1971 im Anschluss an eine Ausgrabung, an der sie beteiligt war. Sie schrieb vor allem Romane mit historischem Hintergrund.

## Werke (Auswahl)
In diese Liste wurden nur Werke aufgenommen, die in deutscher Übersetzung vorliegen. Die Werke sind chronologisch nach ihrer Erstveröffentlichung sortiert.
- De wiking van Walacra (1971).
  - Der junge Wiking. Union-Verlag, Stuttgart 1976.
- Arenden vliegen alleen (1974); ausgezeichnet mit dem Silbernen Griffel 1975.
  - Adler fliegen allein. Union-Verlag, Stuttgart 1979.
- De nieuwe vrijheid (1976).
  - Drachenschiffe Richtung Island. Union-Verlag, Stuttgart 1979.
  - Insel aus Feuer und Eis. Arena, Würzburg 1991.
- Het recht van de ander (1979).
  - Der Spruch des Zahori. Arena, Würzburg 1982.
- De geur van de macchia (1980).
  - Der Duft von wildem Lavendel. Franz Schneider, München 1984.
- De gouden pucarina (1982).
  - Im Reich der vier Winde. Abenteuer eines Inkajungen. Franz Schneider, München 1984. Bertelsmann, München 1992.
- Van rendierjager tot roofridder (1983); ausgezeichnet mit dem Silbernen Griffel 1984.
  - Vom Rentierjäger zum Raubritter. Geschichten aus der Geschichte. Thienemann, Stuttgart 1986. Omnibus, München 1997.
- Het monster van de vuursteenmijn (1984).
  - Die Feuersteinkinder. Hoch, Düsseldorf 1985.
- Spookt 't bij Loch Ness? (1985).
  - Rätsel um Loch Ness. Franz Schneider, München 1987.
- Het land achter de horizon (1986).
  - Die Reise zum Horizont. Hoch, Düsseldorf 1987.
- Als een kat in de nacht (1987)
  - Wie eine Katze in dunkler Nacht. Pestum, Würzburg 1989.
- Het eind van de regenboog: waarom kwamen de Romeinen nooit naar Ierland? (1988).
  - Die Sklavin mit dem roten Haar oder warum kamen die Römer nicht nach Irland? Bertelsmann, München 1990.
- Verstoten: toen de Noordzee nog land was (1989)
  - Der Einzelgänger. Als die Nordsee noch Land war. Bertelsmann, München 1994.
- Het brullen van de Stier (1991).
  - Als der Stier brüllte. Ein historischer Roman. Bertelsmann, München 1994.
- Het vlammend halssieraad (1993).
  - Der flammende Halsschmuck. Ein historischer Roman. Bertelsmann, München 1995.
- De komeet van Samos (1995).
  - Der Komet von Samos. Das Leben des Pythagoras. Urachhaus, Stuttgart 1997.
- De vervloekte eilande (1996).
  - Der Fluch der Inseln. Ellermann, Hamburg 2000.

| Personendaten    | Personendaten                                               |
| ---------------- | ----------------------------------------------------------- |
| NAME             | Vos-Dahmen von Buchholz, Tonny                              |
| ALTERNATIVNAMEN  | Vos, Tonny                                                  |
| KURZBESCHREIBUNG | niederländische Kinder- und Jugendbuchautorin, Übersetzerin |
| GEBURTSDATUM     | 15. März 1923                                               |
| GEBURTSORT       | Den Haag                                                    |
| STERBEDATUM      | 1. Februar 2005                                             |
| STERBEORT        | Schiedam                                                    |